# Louis Leon Thurstone
Louis Leon Thurstone (29 de mayo de 1887 - 30 de septiembre de 1955) fue un pionero estadounidense en los campos de la psicometría y la psicofísica. Concibió el enfoque de la medición conocido como la ley del juicio comparativo, y es bien conocido por sus contribuciones al análisis factorial. Una encuesta de Review of General Psychology, publicada en 2002, clasificó a Thurstone como el psicólogo número 88 más citado del siglo XX, empatado con John García, James J. Gibson, David Rumelhart, Margaret Floy Washburn y Robert S. Woodworth.

## Antecedentes e historia
Louis Leon Thurstone nació en Chicago, Illinois, de padres inmigrantes suecos. Thurstone originalmente recibió una maestría en ingeniería mecánica de la Universidad de Cornell en 1912. A Thurstone se le ofreció una breve ayudantía en el laboratorio de Thomas Edison. En 1914, después de dos años como profesor de geometría y dibujo en la Universidad de Minnesota, se matriculó como estudiante de posgrado en psicología en la Universidad de Chicago (PhD, 1917). Más tarde regresó a la Universidad de Chicago (1924-1952) donde enseñó y realizó investigaciones. En 1952, estableció el Laboratorio Psicométrico LL Thurstone en la Universidad de Carolina del Norte en Chapel Hill.

## Análisis de factores y trabajo sobre inteligencia
Thurstone fue responsable de la media estandarizada y la desviación estándar de las puntuaciones de CI que se utilizan en la actualidad, a diferencia del sistema de prueba de inteligencia utilizado originalmente por Alfred Binet. También es conocido por el desarrollo de la escala Thurstone.
El trabajo de Thurstone en el análisis factorial lo llevó a formular un modelo de inteligencia centrado en las "Habilidades Mentales Primarias" (PMA), que eran factores de inteligencia grupales independientes que diferentes individuos poseían en diversos grados. Se opuso a la noción de una inteligencia general singular que influía en las puntuaciones de todas las pruebas psicométricas y se expresaba como una edad mental. En 1935 Thurstone, junto con Edward Thorndike y Joy Paul Guilford, fundó la revista Psychometrika y también la Sociedad Psicométrica, pasando a convertirse en el primer presidente de la sociedad en 1936. Las contribuciones de Thurstone a los métodos de análisis factorial han demostrado ser valiosas para establecer y verificar estructuras factoriales psicométricas posteriores, y han influido en los modelos jerárquicos de inteligencia utilizados en pruebas de inteligencia tales como WAIS y la moderna prueba de CI de Stanford-Binet.
Las siete habilidades mentales principales en el modelo de Thurstone fueron comprensión verbal, fluidez de palabras, facilidad numérica, visualización espacial, memoria asociativa, velocidad de percepción y razonamiento.

## Contribuciones a la medición
A pesar de sus contribuciones al análisis factorial, Thurstone (1959, p. 267) advirtió: "Cuando un problema es tan complicado que no se dispone de una formulación racional, entonces todavía es posible alguna cuantificación mediante los coeficientes de correlación de contingencia y similares. Los procedimientos estadísticos constituyen un reconocimiento de la falla en la racionalización del problema y en el establecimiento de funciones que subyacen a los datos. Queremos medir la separación entre las dos opiniones sobre el continuo de actitud y queremos probar la validez del continuo asumido por medio de su consistencia". El enfoque de Thurstone para la medición se denominó ley del juicio comparativo. Aplicó el enfoque en psicofísica, y luego a la medición de los valores psicológicos. La llamada "ley", que puede considerarse como un modelo de medición, implica que los sujetos hagan una comparación entre cada uno de varios pares de estímulos con respecto a la magnitud de una propiedad, atributo o actitud. Se pueden utilizar métodos basados en el enfoque de medición para estimar dichos valores de escala.
La ley de Thurstone del juicio comparativo tiene vínculos importantes con los enfoques modernos de medición social y psicológica. En particular, el enfoque tiene una estrecha relación conceptual con el modelo de Rasch (Andrich, 1978), aunque Thurstone normalmente empleó la distribución normal en aplicaciones de la ley de juicio comparativo, mientras que el modelo de Rasch es una función logística simple. Thurstone anticipó una clave epistemológica requisito de medición articulado más tarde por Rasch, que es que las ubicaciones relativas a la escala deben "trascender" el grupo medido; es decir, las ubicaciones de las escalas deben ser invariantes (o independientes) del grupo particular de personas instrumentales para las comparaciones entre los estímulos. Thurstone (1929) también articuló lo que él llamó el criterio de aditividad para las diferencias de escala, un criterio que debe cumplirse para obtener mediciones de nivel de intervalo.

## Premios y distinciones
Thurstone recibió numerosos premios, entre ellos: Mejor artículo, Asociación Americana de Psicología (1949); Premio Centenario, Universidad Northwestern (1951); doctorado honoris causa, Universidad de Göteborg (1954). Thurstone fue presidente de la Asociación Estadounidense de Psicología (1933) y primer presidente de la American Psychometric Society (1936).

## Obras seleccionadas
- La naturaleza de la inteligencia (Londres: Routledge, 1924)
- El efecto de las películas en las actitudes sociales de los niños de secundaria Ruth C. Peterson y LL Thurstone, MacMillan, 1932
- Las películas y las actitudes sociales de los niños Ruth C. Peterson & LL Thurstone, MacMillan, 1933
- Los vectores de la mente. Discurso del presidente ante la American Psychological Association, reunión de Chicago, septiembre de 1933 (Psychological Review, 41, 1–32. 1934)
- Los vectores de la mente (Chicago, IL, EE. UU .: University of Chicago Press 1935)
- Habilidades mentales primarias (Chicago: University of Chicago Press. 1938)
- Análisis de factores múltiples (Chicago: University of Chicago Press. 1947)
- Los fundamentos de la estadística (MacMillan: Norwood Press. 1925)